# La Chambre du Roi
La Chambre du Roi est un roman historique de Juliette Benzoni paru en 2009. Il compose le second volet de la série Le Temps des poisons.

## Personnages
- Charlotte
- Louis XIV
- Nicolas de la Reynie, policier
- Madame Palatine
- Louvois
- Madame de Montespan